# Vršani (Bijeljina)
Pour les articles homonymes, voir Vršani.
Vršani (en serbe cyrillique : Вршани) est un village de Bosnie-Herzégovine. Il est situé sur le territoire de la ville de Bijeljina et dans la république serbe de Bosnie. Selon les premiers résultats du recensement bosnien de 2013, il compte 684 habitants.

## Géographie
Le village est situé à la frontière entre la Bosnie-Herzégovine et la Serbie, à la limite entre la république serbe de Bosnie et le district de Brčko, au bord de la Save, un affluent droit du Danube.

## Démographie

### Évolution historique de la population dans la localité
| 1948  | 1953  | 1961  | 1971  | 1981  | 1991  | 2013 |
| ----- | ----- | ----- | ----- | ----- | ----- | ---- |
| 1 182 | 1 269 | 1 333 | 1 305 | 1 251 | 1 249 | 684  |

|  |